# NGC 1386
NGC 1386 este o galaxie seyfert situată în constelația Eridanul. A fost descoperită în 1865 de către Johann Friedrich Julius Schmidt⁠(d). Se află la o distanță de 15,92 megaparseci de Pământ.